# Вагнер, Пётр Иванович
Пётр Ива́нович Ва́гнер (1799, Пинск, Минская губерния — 3 [15] августа 1876, Москва) — российский геолог, минералог, преподаватель, медик. Отец известного писателя, зоолога, спирита Н. П. Вагнера.
Родился в Западном крае в семье российского немца, католика. Выучился в Дерптском университете на ученика аптекаря, затем окончил Виленский университет в звании врача. Служил лекарем на уральских заводах. Получил степень доктора медицины. На Урале заинтересовался минералогией. Открыл разновидность эпидота — пушкинит. После неудачных попыток баллотироваться на кафедру хирургии Казанского университета получил там должность профессора геологической кафедры. Преподавал на добровольных началах естественные науки в Казанской духовной академии. Однако он не имел геологического образования, поэтому «теоретических основ науки вообще не знал, а из практической геологии мог сообщить студентам лишь эклектичные и весьма путаные сведения», «ничему полезному … своих учеников научить не мог» (С. И. Романовский, И. И. Шафрановский). Причислен к казанскому дворянству. Уволен из университета в звании почётного профессора. Умер в Москве.

## Биография
Родился в 1799 году, по некоторым сведениям, — в Пинске. Старший сын выходца из католической саксонской семьи Иоганна (Яна) Вагнера (1758—1818). Иоганн перешёл в российское подданство в 1811 году и поселился в Пинске. Он имел минералогическую коллекцию, которую в 1806 году купила Кунсткамера.

### Учёба и работа на Урале
В 1812 году Вагнер окончил Пинское уездное училище и поступил в аптеку своего отца учеником фармацевта. 31 декабря 1818 года успешно прошёл испытания в Минской врачебной управе на «фармацевтическое звание». В 1819 году поступил на медицинский факультет Дерптского университета, но проучился там всего год. (По другим сведениям, 17 января 1819 уже получил диплом аптекарского ученика.) В 1820 году перевёлся в Виленский университет, где ввиду успешности занятий 20 апреля 1824 года зачислен в казённые ученики. Окончил его 20 января 1826 года со званием врача (лекаря первого разряда с правом искать степени доктора медицины).
С 1826 по 1840 год служил лекарем в ведомстве Уральского горного правления. Определён на Богословский завод. Там он 24 мая (5 июня)  1829 года познакомился с Христианом Готфридом Эренбергом, приехавшим сюда сопровождать экспедицию Александра фон Гумбольдта и Густава Розе. Затем работал в Екатеринбурге и, отслужив положенные законом три года, получил разрешение работать на Верх-Исетском заводе, из которого уволился Ф. П. Ламони. Заключил с последним контракт 22 октября 1829 года. По мнению Э. А. Черноухова, Вагнер перешёл работать туда из-за финансовых причин — он остался должен Богословским заводам 1326 рублей выданного ему вперёд жалования. Согласно контракту, Вагнер получал годовое жалование 3 тысячи рублей ассигнациями, квартиру в госпитальном комплексе с отоплением и освещением, денщика, экипаж с парой лошадей и кучером. Проводил такие операции, как удаление рака губ и икр ног, одним из первых на Урале удалял катаракту. Проработал на Верх-Исетском заводе чуть больше десяти лет и в 1840 году покинул Урал. Его заменил на этой должности вернувшийся Ламони. Или же, по другим данным, в 1826—1839 годах служил на Богословском заводе и в 1839—1840 годах — на Верх-Исетском. По другим сведениям (неверным) Вагнер работал на Верх-Исетском заводе 25 лет, вплоть до конца 1858 года и был первым лекарем Верх-Исетской больницы.
В 1831 году в Виленском университете получил степень доктора медицины за «Медико-топографическое описание Богословского завода».

### Минералогия и геология

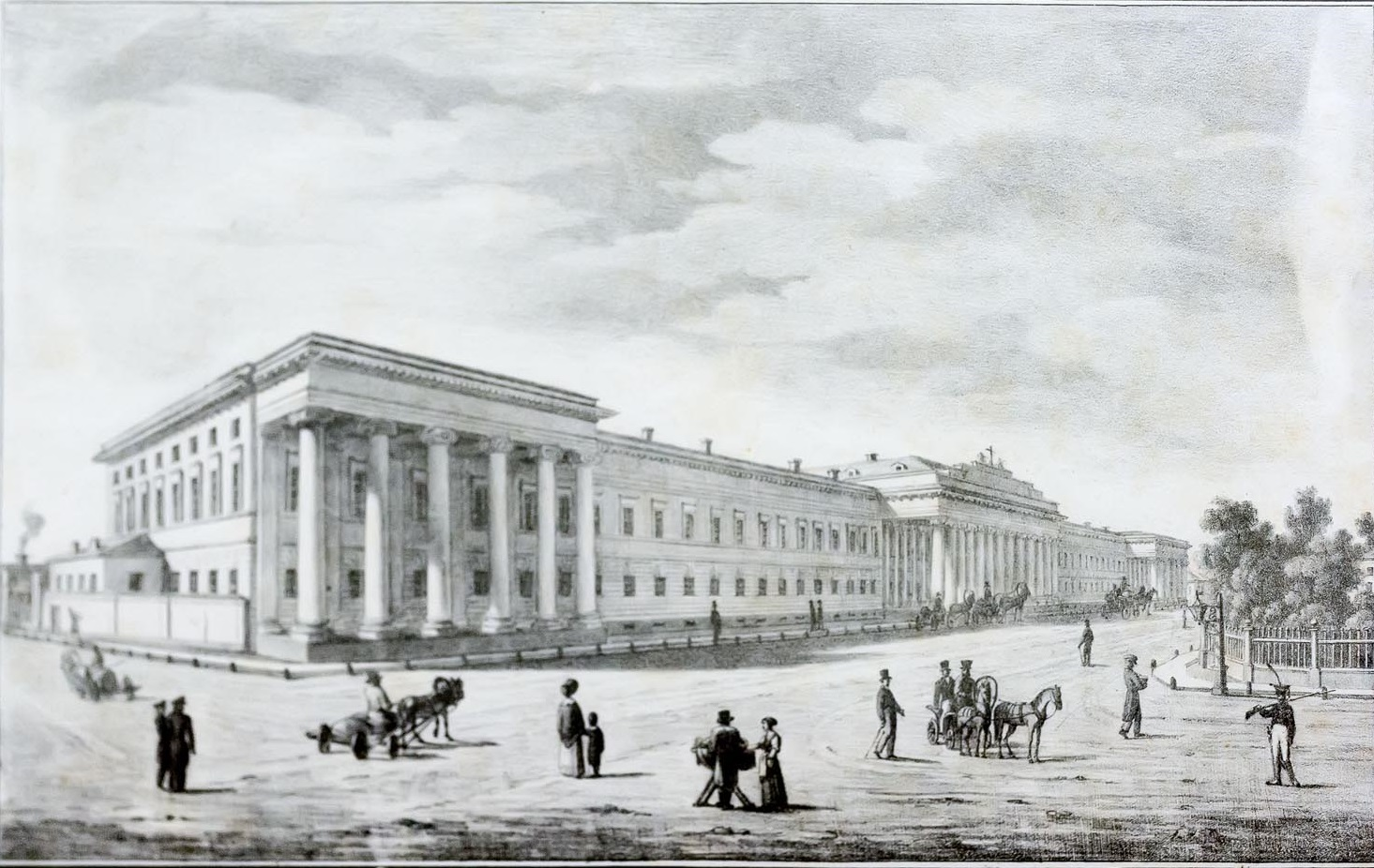
Казанский университет. Литография с рисунка В. С. Турина

На Урале увлёкся минералогией, собрал коллекцию минералов. Обнаружил на даче Нейво-Рудянского завода, как он полагал, новый минерал пушкинит (по современной классификации — разновидность эпидота), который назвал в честь попечителя Казанского учебного округа М. Н. Мусина-Пушкина.
После нескольких неудачных попыток баллотироваться на кафедру хирургии Казанского университета, 12 апреля 1840 года Вагнер был без избрания назначен попечителем Мусиным-Пушкиным экстраординарным профессором минералогии и геогнозии этого университета. До того, в 1837—1839 годах минералогия, кристаллография и геогнозия не читались, так как последний преподаватель этих предметов Н. Ф. Кулаков уволился. В 1843 году Вагнер назначен ординарным профессором. В 1840 году назначен главой одноимённой кафедры этого университета. Читал курс лекций по минералогии и геогнозии, палеонтологии и сравнительной анатомии. Занимался геологическими исследованиями в Казанской, Саратовской, Симбирской и Оренбургской губерниях.
Вагнер был среди первых исследователей в области геолого-минералогических наук в Казанском университете наряду с А. Я. Купфером, Ф. Ф. Розеном и Г. В. Вульфом.
В университете занимался формированием Минералогического кабинета — для этого он в 1841 году ездил в Москву, Санкт-Петербург, Дерпт, Вильну. Ректор Казанского университета Н. И. Лобачевский написал письмо к ректору Санкт-Петербургского университета П. А. Плетнёву 19 января 1841 года, дабы последний посодействовал Вагнеру в Петербурге. Вагнер приступил к устройству Кабинета сравнительной анатомии в 1843 году, с начало преподавания этой дисциплины на II (естественноисторическом) отделении Философского факультета Университета. Также занимался изучением геологии местной территории. Совершил в 1843 поездку по Казанской губернии, в 1844 в Саратовскую и Оренбургскую губернии, в 1846 в Киргизскую степь и к Каспийскому морю; научные результаты этих поездок не были опубликованы в печати.
В этой поездке 1846 года в Букеевскую Орду участвовали под началом Вагнера тогда ещё его студенты А. М. Бутлеров, М. Я. Киттары и Пятницкий. Экспедиция выехала из Казани в марте, достигла Саратова, переправилась на луговой (левый) берег Волги, добралась до Николаевской слободы и там дождалась весны. Затем через Владимировку[уточнить] добралась до Рын-песков до ставки хана. Дальше Киттары и Пятницкий поехали в Астрахань, а Вагнер с Бутлеровым к форпосту Глиняному в нижнем течении рек Малого и Большого Узеней и через Камыш-Самарские озёра в конце апреля достигли Индерска[уточнить]. Там Вагнер оставил Бутлерова и поехал в Гурьев, а оттуда морем съездил в украинский Ново-Александровск[уточнить]. В июле в Гурьев приехал Бутлеров и, дождавшись Вагнера, поехал вместе с ним в Астрахань. Побывав у устья Волги, они отправились по реке к карагашам, оттуда степью к горам Арзагар, Чапчачи, Бишчоко и Богдо, там соединились с Киттары и Пятницким и отправились в Казань через Чёрный Яр, Сарепту-на-Волге, Саратов и Симбирск. (Киттары впоследствии опубликовал несколько статей об этом.) Бутлеров собрал в экспедиции коллекцию бабочек, которую подарил Казанскому университету в 1881 году. Во время экспедиции в степях Киргизии Бутлеров заболел брюшным тифом. Вагнер привёз его в тяжёлом состоянии в Симбирск, там состояние Бутлерова ухудшилось. Вагнер известил об этом его отца, М. В. Бутлерова, тот немедленно приехал в Симбирск. Ухаживая за сыном, он сам заразился, с трудом доехал до Бутлеровки, слёг там с высокой температурой и вскоре умер.
В 1845—1847 годах Вагнер безвозмездно преподавал естественные науки — зоологию, ботанику и ориктогнозию — в Казанской духовной академии по составленной им самим программе. Занятия начались 8 февраля 1845 года, а уволен Вагнер был 10 октября 1846 года, но снова приглашён 31 января 1847, а в сентябре он заболел и перестал читать лекции и в мае 1848 года совсем отошёл от работы в Академии. После ухода Вагнера из академии на её кафедре естественной истории преподавали его ученики, например, Н. И. Ильминский, С. И. Гремяченский (он же Гремячевский), Я. Ф. Попов. В 1850 году Вагнер пожертвовал Академии свою зоологическую коллекцию.
В 1850 году в Кабинете сравнительной анатомии Казанского университета насчитывалось уже 818 остеологических, спланхнологических, ангиологических и неврологических препаратов по позвоночным животным и 100 — по беспозвоночным. В этом году Кабинет находился уже в ведении Физико-математического факультета. В 1851 году в Кабинет вливается Ветеринарно-зоологический кабинет Медицинского факультета, возглавлявшийся Ф. А. Брауелем. С осени 1860 года Кабинет сравнительной анатомии возглавляет сын Вагнера, Н. П. Вагнер.
С 1852 по инициативе министра народного просвещения начал систематическое исследование местного края для составления геологических карт губерний, входящих в состав района Казанского учебного округа. В это время Петербургский университет издал геологическую карту Петербургской губернии, основанную на исследованиях С. С. Куторги (1852 год) — министр пожелал, чтобы профессора других университетов также занялись такими работами. С 1853 по 1861 год Вагнер совершил ряд поездок по восточным губерниям: в 1856 году в Самарскую и Симбирскую губернии, летом 1857 в Пермскую, в 1858 году в Оренбургскую и летом 1861 в Нижегородскую и Пензенскую. Плодом исследований явились изданные в Петербурге в 1855 геогностические карты Казанской и Симбирской губерний.

### Последние годы жизни
14 сентября 1865 года вышел в отставку со званием заслуженного профессора.
Умер в Москве 3 (15) августа 1876 года. Похоронен на Ваганьковском кладбище; могила утрачена.

## Чины
28 апреля 1838 года утверждён в чине коллежского асессора, со старшинством со времени получения им степени доктора медицины. 31 августа 1839 года получил чин надворного советника со старшинством с 17 мая 1836.
С 1845 — статский советник.
Причислен к Казанскому дворянству по определению Казанского депутатского дворянского собрания от 23 августа 1849 года, утверждён указом Герольдии от 14 февраля 1850. В 1855 году получил звание действительного статского советника.

## Семья

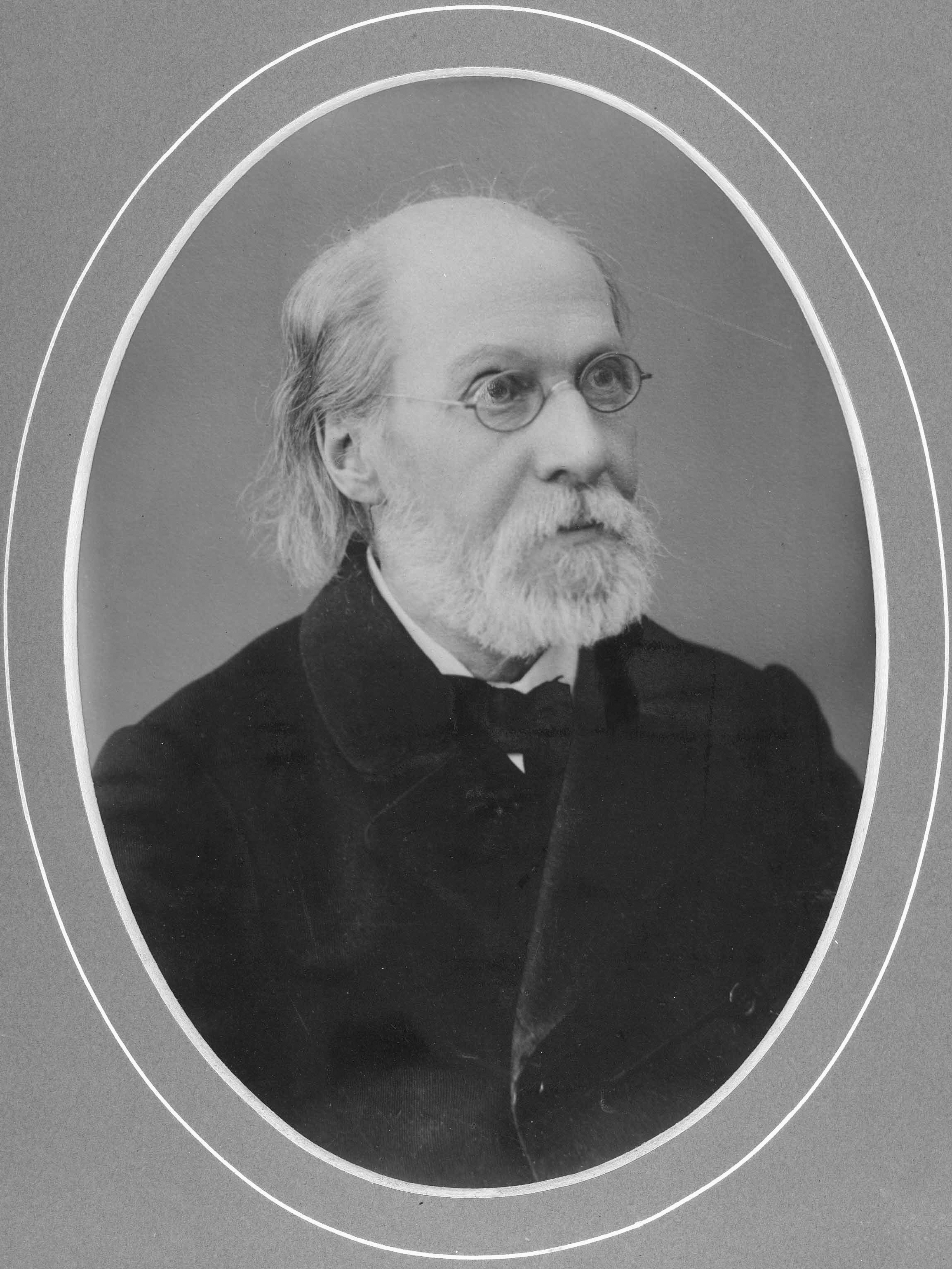
Сын Николай

Был женат вторым браком на Ольге Андреевне née Грубер, вдове П. С. Кондырева и дочери геолога А. Е. Грубера (она умерла 5 июля 1885 года; похоронена на Ваганьковском кладбище вместе со вторым мужем). Вагнер познакомился с ней через её брата В. А. Грубера, служившего на Богословских заводах маркшейдером. Другой её брат, Е. А. Грубер, был однокурсником Н. И. Лобачевского, попечителем Виленского, а затем Казанского учебных округов. Н. П. Вагнер писал: «Семья Лобачевского была близка к моей семье или, правильнее говоря, к моей покойной матери». Дети (все они крещены по православному обряду):
- Николай (18 [30] июля 1829 — 21 марта [3 апреля] 1907) — зоолог, писатель, спирит;
- Юлия (род. около 1835[11] или 1836[34]) — вышла замуж за С. В. Ешевского[12][22], их дочь Александра училась в Смольном институте благородных девиц и оставила об этом мемуары;
- Михаил[11] (род. 2 апреля 1834) — товарищ сына Лобачевского, Николая, по Казанскому университету; учился там с 10 августа 1851 по 27 января 1853, когда был уволен по прошению в военную службу, не окончив курса; с 1854 года служил в Ахтырском гусарском полку[22]; похоронен на Ваганьковском кладбище с отцом[33];
- Евгения (род. около 1832[11] или 1833[34]), вышедшая замуж за М. Я. Киттары[22][36][37]; в начале июня 1860 года Евгения приехала с Марко Вовчком в Швальбах и там познакомилась с И. С. Тургеневым — согласно записям Тургенева, Киттары стала прототипом Евдоксии Кукшиной из его романа «Отцы и дети»[38];

и приёмные дети — дочери Ольги Андреевны от первого брака:
- Поликсения (Поликсена[22][39]; 27 июня 1818 — 31 октября 1897; похоронена на Ваганьковском кладбище вместе с отчимом и С. В. Ешевским[почему?][39], по некоторым данным, вышедшая замуж за М. Я. Киттары[11]) — с 1867 по 1870 годы заведовала Астраханским епархиальным женским училищем[40];
- Александра (род. 1820[22]; или же она вышла за М. Я. Киттары[12]).

|         |         |         |         |         |         | Иоганн | Иоганн | Иоганн | Иоганн | Иоганн | Иоганн |           |           |           |           |           |           | Грубер | Грубер | Грубер  | Грубер  | Грубер  | Грубер  |         |         |  |  |         |         |           |           |           |           |           |           |        |        |        |        |        |        |  |  |      |      |      |      |      |      |  |  |  |  |  |  |          |          |          |          |          |          |
|         |         |         |         |         |         | Иоганн | Иоганн | Иоганн | Иоганн | Иоганн | Иоганн |           |           |           |           |           |           | Грубер | Грубер | Грубер  | Грубер  | Грубер  | Грубер  |         |         |  |  |         |         |           |           |           |           |           |           |        |        |        |        |        |        |  |  |      |      |      |      |      |      |  |  |  |  |  |  |          |          |          |          |          |          |
|         |         |         |         |         |         | Пётр   | Пётр   | Пётр   | Пётр   | Пётр   | Пётр   |           |           |           |           |           |           | Ольга  | Ольга  | Ольга   | Ольга   | Ольга   | Ольга   |         |         |  |  |         |         | †Кондырев | †Кондырев | †Кондырев | †Кондырев | †Кондырев | †Кондырев |        |        |        |        |        |        |  |  |      |      |      |      |      |      |  |  |  |  |  |  |          |          |          |          |          |          |
|         |         |         |         |         |         | Пётр   | Пётр   | Пётр   | Пётр   | Пётр   | Пётр   |           |           |           |           |           |           | Ольга  | Ольга  | Ольга   | Ольга   | Ольга   | Ольга   |         |         |  |  |         |         | †Кондырев | †Кондырев | †Кондырев | †Кондырев | †Кондырев | †Кондырев |        |        |        |        |        |        |  |  |      |      |      |      |      |      |  |  |  |  |  |  |          |          |          |          |          |          |
|         |         |         |         |         |         |        |        |        |        |        |        |           |           |           |           |           |           |        |        |         |         |         |         |         |         |  |  |         |         |           |           |           |           |           |           |        |        |        |        |        |        |  |  |      |      |      |      |      |      |  |  |  |  |  |  |          |          |          |          |          |          |
|         |         |         |         |         |         |        |        |        |        |        |        |           |           |           |           |           |           |        |        |         |         |         |         |         |         |  |  |         |         |           |           |           |           |           |           |        |        |        |        |        |        |  |  |      |      |      |      |      |      |  |  |  |  |  |  |          |          |          |          |          |          |
| Николай | Николай | Николай | Николай | Николай | Николай |        |        |        |        |        |        | Екатерина | Екатерина | Екатерина | Екатерина | Екатерина | Екатерина |        |        | Евгения | Евгения | Евгения | Евгения | Евгения | Евгения |  |  | Киттары | Киттары | Киттары   | Киттары   | Киттары   | Киттары   |           |           | Михаил | Михаил | Михаил | Михаил | Михаил | Михаил |  |  | Юлия | Юлия | Юлия | Юлия | Юлия | Юлия |  |  |  |  |  |  | Ешевский | Ешевский | Ешевский | Ешевский | Ешевский | Ешевский |
| Николай | Николай | Николай | Николай | Николай | Николай |        |        |        |        |        |        | Екатерина | Екатерина | Екатерина | Екатерина | Екатерина | Екатерина |        |        | Евгения | Евгения | Евгения | Евгения | Евгения | Евгения |  |  | Киттары | Киттары | Киттары   | Киттары   | Киттары   | Киттары   |           |           | Михаил | Михаил | Михаил | Михаил | Михаил | Михаил |  |  | Юлия | Юлия | Юлия | Юлия | Юлия | Юлия |  |  |  |  |  |  | Ешевский | Ешевский | Ешевский | Ешевский | Ешевский | Ешевский |

## Оценки
А. А. Штукенберг писал в 1904 году, что труды Вагнера имеют уже только историческое значение.
В. В. Тихомиров писал о геогностических картах Вагнера, что они «несмотря на ошибочное отнесение пермских отложений к триасу, были достаточно правильными», а исследования Вагнера он характеризовал как наиболее успешные из исследований геологии Поволжья в первой половине XIX века.
А. Д. Архангельский указывал, что в 1859 году Вагнер учитывал разработанную П. М. Языковым классификацию меловых отложений Поволжья, хотя до него в 1856 году Р. Пахт уже её не придерживался, а впоследствии классификация Языкова получила общее признание.
Геологи С. И. Романовский и И. И. Шафрановский писали о Вагнере в книге об известном геологе, выпускнике Казанского университета Н. А. Головкинском:

Когда учился Головкинский, геологическая наука в Казанском университете преподавалась на весьма низком уровне. Единственную кафедру минералогии и геогнозии занимал профессор Петр Иванович Вагнер, который теоретических основ науки вообще не знал, а из практической геологии мог сообщить студентам лишь эклектичные и весьма путаные сведения. Уже окончив университет и находясь в заграничной командировке, Николай Алексеевич [Головкинский] пишет Бутлерову из Тюбингена 18 ноября 1863 г: «Петр Иванович, как <неразборчивое слово> в науке находится в довольно неловком положении. Гельмерсен в письме к Вернёлю, читанном в заседании Французского геологического общества, говорит о его карте, и работа Петра Ивановича рисуется в забавном, странном свете. Отсутствие текста при карте указывает на школьное понимание того, что такое формация. Но ясно не все. Если б точно ясно, так впечатление геологов ограничивалось бы сомнением и некоторым недоумением. Представьте же, что Пандер проехал по Волге и везде нашел то, чего нигде не нашел П. И.! Все это передано Вернёлем французскому обществу, а Гельмерсен, из письма которого, несмотря на деликатный, светский тон, пробивает веселость, собирался поехать в наши страны лично, чтобы избавиться от смешного недоумения. Это было зимою. Приезжал ли он к нам? Я не спрашивал об этом П. И., потому что в последнем письме и без того пришлось говорить кой о чем <нрзб>. Он спрашивал мнение Квенштедта об одной новой окаменелости, которой он дал новое родовое название; вещь оказалась не стоящей и видового; он просил Квенштедта об определении других вещей, и когда я передал его желание, — Квенштедт пожал плечами и поднял глаза к небу…» (ЛО ААН, ф. 22, оп. 2, д. 67, л. 3—4).

Вагнер занимался в основном геологическим картированием местного края. (П. И. Вагнер известен также как «открыватель» минерала пушкинита, названного им так не в честь великого русского поэта, а в угоду попечителю Казанского университета Мусину-Пушкину. Однако впоследствии было установлено, что пушкинит всего лишь разновидность эпидота, и открытие не состоялось.) Он составил геологические карты Казанской, Самарской, Симбирской, Пермской, Оренбургской, Нижегородской и Пензенской губерний. Работу эту он закончил в 1861 г. О качестве геологических карт Вагнера Головкинский уже высказался. Думается, что ничему полезному Вагнер своих учеников научить не мог, и Головкинский во время учебы практически не занимается геологией, а всецело отдается химии, в изучение которой вкладывает все свои недюжинные способности.
Э. П. Янишевский, математик, выпускник Казанского университета, писал в своих мемуарах:

Профессор минералогии и геогнозии Пётр Иванович Вагнер, толстый седой старик с большими на выкате глазами, всегда в форменном фраке, застёгнутом на все пуговицы, был чрезвычайно аккуратным во всём, что касалось служебных обязанностей; минералогический кабинет, который был обязан ему многими богатыми коллекциями, Вагнер держал в необыкновенной чистоте и образцовом порядке. Вагнер был прежде врачом на Урале, в Златоустовском горном округе, и в то время занимался минералогией сначала как любитель, а потом и как специалист, и был известен по открытию и описанию нескольких минералов на Урале и работами по исследованию золотоносных россыпей и особенно коренных месторождений золота в знаменитом Миасском округе. Вагнер описывал на лекциях минералы ясно и толково. Математики ходили к нему довольно усердно, так как он на экзаменах, хотя и был к ним снисходителен, но всё-таки требовал, чтобы они знали порядочно по крайней мере кристаллографию.

## Труды
- Списокъ растеній, собранныхъ около Богословскаго завода на западѣ северной части Уральскихъ горъ // Указатель открытій по физикѣ, химіи, естественной исторіи и технологіи, издаваемый Николаемъ Щегловымъ. — Санктпетербургъ, 1828. — Т. 5, № 2. — С. 262—266.
- Медико-топографическое описаніе Богословскаго завода. (Диссертация, за которую в 1831 году Виленский университет присудил степень доктора медицины Вагнеру.)
- Введеніе в науку геогнозіи. (Рукописная работа, предоставленная в 1838 году при соискании кафедры минералогии[7].)
- Описаніе новаго минерала Пушкинита // Ученыя записки Императорскаго Казанскаго Университета. — 1840. — Т. II. — С. 134—150. Краткое сообщение о пушкините также опубликовано здесь: Nouveau minéral trouvé en Russie (фр.) // Bulletin de la Société Impériale des Naturalistes de Moscou. — 1841. — No 1. — P. 112—116.
- Первая часть геогностическаго описанія казанской губерніи // Журналъ Министерства народнаго просвѣщенія. — 1843—1844.
- Геогностическая карта Казанской губерніи / Сост. П. Вагнеръ. — [Казань], 1855. — 1 л.: цв. + пояснительный текст (14 с.).
- Геогностическая карта Симбирской губерніи / Сост. проф. П. Вагнеръ. — [Казань], 1856. — 1 л.: цв. + пояснительный текст (16 с.).
  - Разборъ геологическихъ картъ Казанской и Симбирской губ. профессора Казанскаго университета Вагнера, составленный по порученію г. министра народнаго просвѣщенія проф. Феофилактовым // Университетскія извѣстія. — Кіевъ, 1863.
- Общій взглядъ на геогностическій составъ почвъ Казанской губерніи // Ученыя записки Императорскаго Казанскаго Университета. — 1859. — Т. I. — С. 3—14. И отдельным изданием: Общій взглядъ на геогностическій составъ почвъ Казанской губерніи, служащій пояснительнымъ текстомъ для геогностической карты той же губерніи, составленной проф. Вагнеромъ. — Казань: Университетская типографія, 1859. — 14 с.
- Общій взглядъ на геогностическое строеніе почвъ Симбирской губерніи // Ученыя записки Императорскаго Казанскаго Университета. — 1859. — Т. IV. — С. 3—16. И отдельным изданием: Общій взглядъ на геогностическое строеніе почвъ Симбирской губерніи, служащій пояснительнымъ текстомъ для геогностической карты той же губерніи, составленной проф. Вагнеромъ. — Казань: Университетская типографія, 1859. — 16 с.
- Минералогія, составленная по лекціям орд. проф. П. И. Вагнера. Вып. I: Кристаллографія. — Казань: Лит. А. Петерсена, 1859—1860. — 68 стр.